# Приятель небіжчика
Приятель небіжчика — роман Андрія Куркова, який було опубліковано 1996 року російською мовою, а згодом перекладено і видано англійською у 2005 році.
У творі розповідається про пошуки кіллера, якого головний герой хоче найняти для власного вбивства. Він нібито усе продумав та передбачив заздалегідь, але підсумок цього вчинку став зовсім неочікуваним.